# Snavlunda (naturreservat)
Snavlunda är ett naturreservat i Askersunds kommun i Örebro län. Det ligger sida vid sida med reservatet Tjälvesta.
Området är naturskyddat sedan 1965 och är 83 hektar stort. Reservatet består av ängar och lövlundar.